# Deckfarbe

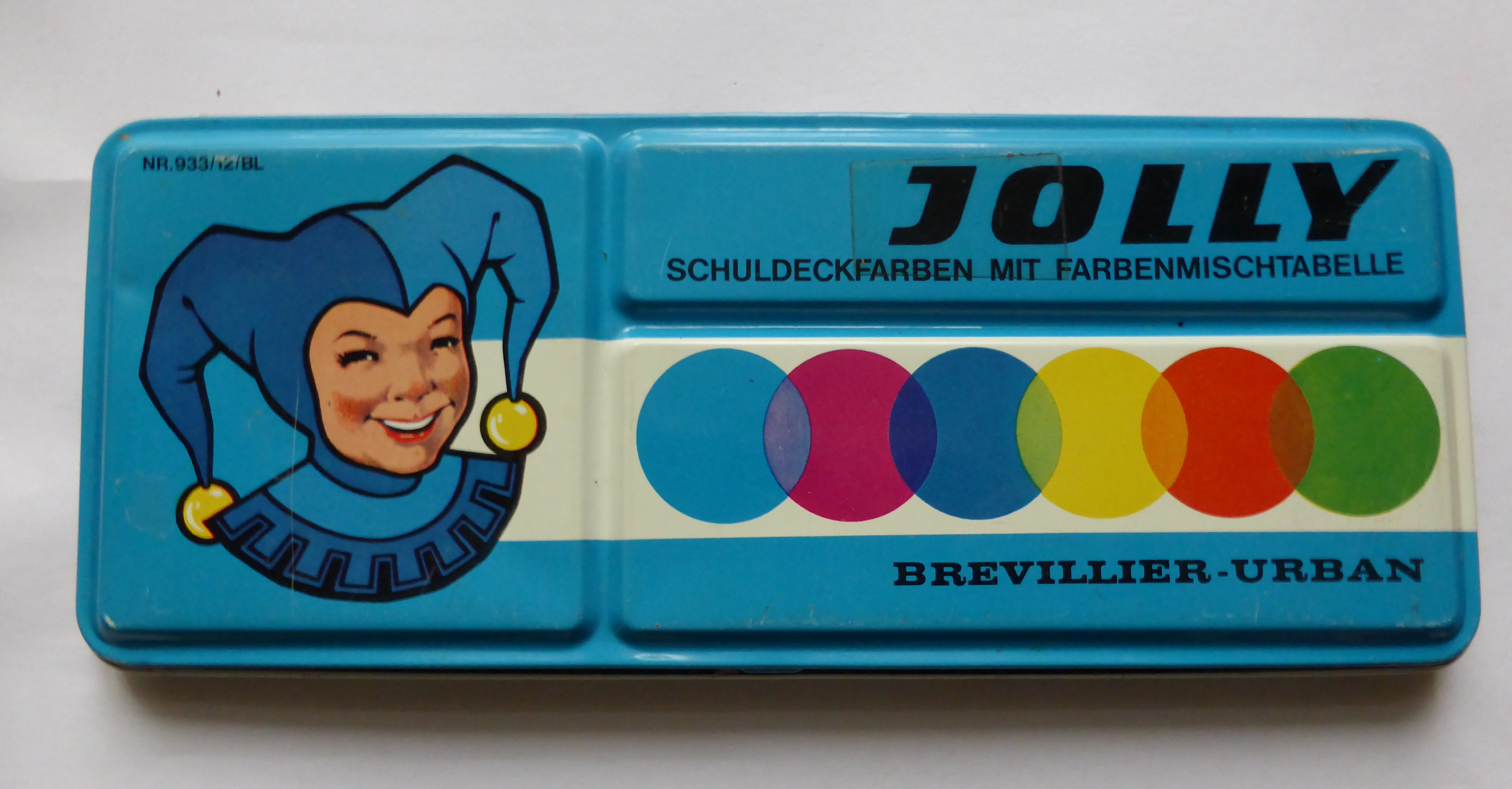
Schuldeckfarbenkasten der Marke Jolly von Brevillier Urban & Sachs

Als Deckfarbe wird in Wasser suspendierbare Farbe aus Pigmenten und Füllstoffen verstanden, die auf den Untergrund sattdeckend aufgetragen werden kann. In Deckfarbkästen zusammengestellt, werden solche Farben insbesondere in der schulischen Kunsterziehung verwandt.
Im Gegensatz dazu sind die für Aquarelle verwendeten Wasserfarben nicht deckend. Sie erfordern und ermöglichen deshalb andere Maltechniken als Deckfarben und verwenden zumeist höherwertige und leuchtstärkere Farbpigmente.
Qualitativ hochwertige Deckfarben ähneln einer Gouache, welche im Vergleich zu Deckfarben weniger Füllstoffe (z. B. Kreiden) hat und als Bindemittel bevorzugt Gummi arabicum einsetzt.